# 버추얼
버추얼(virtual, 2005년 5월 10일 ~ )은 2009년 뉴베리의 로킨지 스테익스에서 우승한 서러브레드 경주마이다.
버추얼은 존 고스든이 서폭주 뉴마켓에서 훈련시켰으며 체블리 파크(Cheveley Park)가 소유하고 있다. 2007년 9월부터 2009년 10월까지 14번 달린 경력이 있으며 5번 우승했다. 코로 지미 포춘이 탄 알렉산드로스를 이긴 2009년 로킨지 스테익스에서의 우승이 가장 중요한 성과이다.